# English Club Championship
L'English Club Championship (en français : Championnat des clubs d'Angleterre) est le premier championnat de hockey sur glace au Royaume-Uni et en Europe. Elle remplacée par la Ligue anglaise en 1930.

## Palmarès[2]

### Challenge Cup
- 1898 : Niagara Ice Hockey Club (en)
- 1899 : Princes Ice Hockey Club
- 1900 : Princes Ice Hockey Club
- 1901 : Princes Ice Hockey Club
- 1902 : Université de Cambridge
- 1903 : London Canadians

### Club Championship
- 1904 : London Canadians
- 1905 : Princes Ice Hockey Club
- 1906 : Princes Ice Hockey Club
- 1907 : Oxford Canadians (en)
- 1908 : Princes Ice Hockey Club
- 1909 : Princes Ice Hockey Club
- 1910 : Oxford Canadians (en)
- 1911 : Oxford Canadians (en)
- 1912 : Princes Ice Hockey Club
- 1913 : Oxford Canadians (en)
- 1914 : Princes Ice Hockey Club
- 1915-1927 : aucun
- 1928 : United Services
- 1929 : United Services
- 1930 : Université de Cambridge
- 1931 : London Lions (ice hockey) (en)